# Destruição da Biblioteca de Alexandria

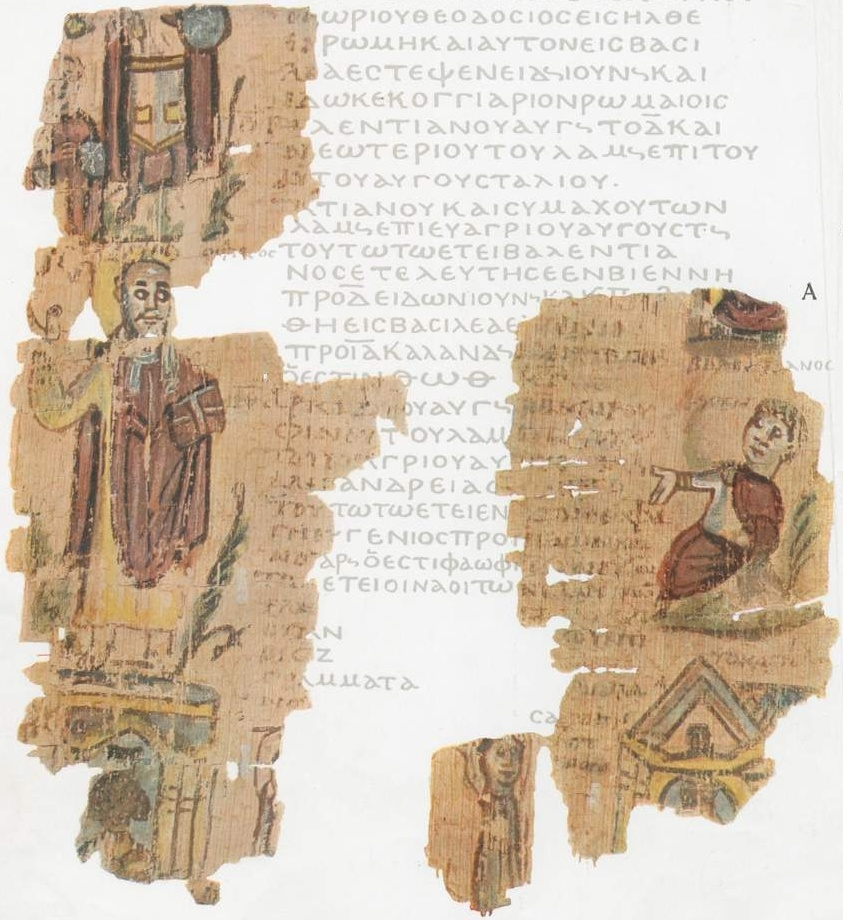
Gravura do século V representando a destruição do Serapeu de Alexandria pelo Patriarca de Alexandria

A destruição da Biblioteca de Alexandria é um evento histórico que divide os historiadores pelo menos desde o século XVIII. A versão mais popular, pelo menos entre o grande público, é a de que a biblioteca foi destruída por ordem de Anre ibne Alas, governador provincial do Egito em nome do califa ortodoxo Omar, pouco depois da conquista do Egito comandada por Anre em 642, mas desde o século XVIII que diversos estudiosos questionam a veracidade dessa versão da história.